# Godefroy de Brossays de Saint-Marc
Godefroy de Brossays de Saint-Marc (Rennes, 5 februari 1803 – aldaar, 26 februari 1878) was aartsbisschop van Rennes en kardinaal van de Rooms-Katholieke Kerk.

## Biografie
Godefroy was de zoon van Godefroy Brossais-Saint-Marc en Aimie Couarde. Na zijn studie biologie aan het Collège Royal de Rennes trad Godefroy toe tot het seminarie Saint-Sulpice in Parijs, waar hij in 1828 afstudeerde in theologie.
Op 2 april 1831 werd Godefroy gewijd tot priester, waarna hij kapelaan werd aan het Collège Royal de Rennes. Op 10 augustus 1841 werd hij in de kathedraal van Rennes tot bisschop gewijd door zijn voorganger Claude-Louis de Lesquen. Toen het bisdom op 3 januari 1859 verheven werd tot aartsbisdom, werd Godefroy de eerste aartsbisschop.
Tijdens het consistorie van 17 september 1875 werd Godefroy door paus Pius IX tot kardinaal-priester gecreëerd, waarbij hem de titelkerk Santa Maria della Vittoria werd toegewezen.
Door ziekte nam Godefroy niet deel aan het conclaaf van 1878, waarin Giocchino Pecci gekozen werd tot paus Leo XIII.
Godefroy de Brossays de Saint-Marc overleed op 26 februari 1878 en werd bijgezet in de kathedraal van Rennes.

## Bron
- (en) Cardinals of the Holy Roman Church
- (en) Catholic Hierarchy

- Bibliothèque nationale de France: cb13186390g (data)
- Gemeinsame Normdatei: 1021197955
- International Standard Name Identifier: 0000 0000 6145 1316
- Library of Congress Control Number: nr96044029
- Base Léonore: LH//372/102
- Istituto Centrale per il Catalogo Unico: LO1V483346
- Système universitaire de documentation: 162044976
- Virtual International Authority File: 5072688
- WorldCat: E39PBJkD4CRVQcmGT4mB6Hwt8C